# Switch Girl!!～變身指令～
《Switch Girl!!～變身指令～》（日语：スイッチガール!!），是日本漫畫家逢田夏波的一部愛情漫畫，2006年於《瑪格麗特》18號開始連載，台灣中文版由東立出版社代理，單行本全25卷已發售。

## 劇情內容
女子高中生田宮仁香是一位外表相當出色但是在家中卻是過著有如干物女般墮落的生活，也就是擁有ON跟OFF不同模式的Switch Girl，不過仁香身為Switch Girl事情只有家人與青梅竹馬的好友二之原才知道，但是有一天仁香的OFF模式被搬進同一棟公寓的轉學生神山新給發現了……。

## 主要角色
田宮仁香
17歲，私立大學附屬集英高校的高二生。在外（ON模式）是外貌出色的人氣美少女，但是在家裡（OFF模式）卻是相反狀態的超級干物女；也就是所謂的Switch Girl（變身女孩）。個性熱血且極富正義感。一開始與神山新的關係緊張，後來卻慢慢接近他，最後兩人開始交往。最得意的招式是側踢，體育方面的成績不錯，但是其他的學科成績並不理想。角色人氣投票是第一名。
神山新
17歲，搬到與仁香家同一棟公寓的少年。也轉學和仁香同班。平常都帶著有超厚鏡片的變裝眼鏡假裝是個個性陰暗的宅男。取下眼鏡後卻是容貌端正的超級帥哥。嘴巴很惡毒，心地卻很善良。後來與仁香開始交往。12歲的時候目擊到母親的外遇後和母親斷絕來往。在仁香的勸說下與母親和好。成績優秀，在班上成績排名第一。角色人氣票選是第二名。

### 集英高校學生・教師
二之原
17歲，仁香的同班同學。幼稚園即認識的青梅竹馬。仁香的所有事情全部都知道的親友。個性努力，興趣是讀書與觀察人類。綽號是「日语：／ nino」。不擅長體育等實技科目。在秀帝學院的事件以後，正宗開始對之產生好感。角色人氣投票是第四名。
城崎麗香
16歳，仁香的同年級同學。仁香暱稱為猴子老大（日语：ボスザル）。她在隔壁的教室裡具有影響力，手下稱她為「Leader」。雖然外表不錯，但是沒有男人緣。個性正向但是有點自私。視仁香為仇人，但後來兩人產生了友情。在不知情的情況下相當信賴仁香變裝而成的「校務員阿姨」。喜歡染谷慶次。家住豪宅，父母生活闊氣，每年都會到海外旅行。與染谷約好畢業後就交往。
樹本大
17歲，仁香的同班同學。在阿新轉學進來以前是班上成績第一名的學生。長相有點暴牙且帶著眼鏡稍微帶有皺紋的容貌。大家都稱呼他為「四角」（キモ；日劇翻為「噁爛」）。以前曾經被稱呼為「眼鏡仔」，不過隨著戴厚重眼鏡的新轉學進來，他的暱稱又被改為「キモメガネ」。想盡辦法用任何手段都想從新的手上搶回第一名的寶座，之後卻因為在文化祭的創作戲劇中被新幫助之後變的相當尊敬、崇拜新，疑似有友情以上的感情。
佐藤
16歲，仁香的同班同學兼好友。搞笑人物、憧憬身為ON模式的仁香。個性吵雜。畢業旅行時對其他學校的男生產生好感。
加藤
17歲，仁香的同班同學兼好友。優雅的少女，和周圍的朋友都處的很好。畢業旅行時對其他學校的男生產生好感。
染谷慶次
新任教師。負責科目是美術。到集應高校赴任時制定了嚴格的校規。最初很不得學生們的心。騷擾仁香並且強吻她。但是幾經曲折後，變成了一位受女學生愛戴的好老師。喜歡上城崎麗香，並且決定在她畢業前絕不打破教師與學生之間的關係。

### 田宮家
田宮理香
19歲，仁香的姊姊，短大學生。和仁香一樣是「Switch Girl」。衣服都和妹妹共穿。頭髮比仁香短。當仁香他們要潛入秀帝學院時，偷偷的跟在她們後方。並且照仁香所說的，變裝成清掃員阿姨，偷襲秀帝的富家子弟。
田宮千鶴
47歲，仁香和理香的母親。打工的工作結束回家後，以看《午後は○○おもいッきりテレビ》節目中電話諮詢的單元為樂的中年女性。綾小路きみまろ的粉絲。當仁香他們潛入秀帝學院的時候，默默的替他們殿後。後來還裝扮成仁香口中說的清掃員阿姨。還被仁香的同學們稱呼為No Bra歐巴桑。
田宮賢治
48歲，仁香和理香的父親。公司社員。存在感薄弱，有為了家庭著想的溫厚性格。任何動物都會想和他親近。在超市三人組事件中，展現了神秘的力量來折服對方。

### 渋校學生
廣田正宗
17歲，高校二年級。極度自信並且說到做到，領土意識非常強烈。與木崎明花共謀打算破壞仁香與阿新的感情。起初對仁香抱持好感，也遵照明花的作法，但是卻對明花這樣的行為產生了疑問。後來用郵件告訴仁香新被困住的地方。秀帝學院的事件過後真心喜歡上二之原，並且漸漸接近她。角色人氣票選是第三名。
木崎明花
16歲，高中一年級。身材嬌小的少女。有玩弄他人、破壞情侶之間感情的陰暗個性。曾與廣田正宗共謀想要拆開仁香和新。和解後受到仁香一夥人影響，心態逐漸調整回來，御堂露娜被逮捕後，克服黑暗的過去並與仁香成為好友，但還是有在特殊情況發生時，會變成SM女王的特質。

### 賣春仲介集團
真木村禪
集團首領。認識與仁香一群人相遇之前的正宗。帶頭巾，臉上有刀疤。是個不良少年，看上順眼的女人會用暴力或者毒品來控制，逼迫她們賣淫，原本被秀帝的學生委託要毀了仁香，綁架並且欲強姦仁香跟二之宮未遂後被打敗，最終被捕。
御堂露娜
和真木村禪一起聯手行動的少女，也是讓明花性格大變的罪魁禍首。與明花就讀同一間初中，在畢業前用刀等物虐待明花。有著喜歡看人恐懼時的表情的惡習，也喜歡虐待人，最終被捕。

## 單行本
| 卷數 | 集英社         | 集英社                 | 東立出版社     | 東立出版社             |
| 卷數 | 發售日期       | ISBN                   | 發售日期       | ISBN                   |
| ---- | -------------- | ---------------------- | -------------- | ---------------------- |
| 1    | 2007年1月25日  | ISBN 978-4-08-846132-8 | 2008年12月24日 | ISBN 978-986-10-2207-9 |
| 2    | 2007年5月25日  | ISBN 978-4-08-846171-7 | 2009年1月9日   | ISBN 978-986-10-2208-6 |
| 3    | 2007年9月25日  | ISBN 978-4-08-846210-3 | 2009年1月23日  | ISBN 978-986-10-2209-3 |
| 4    | 2007年12月25日 | ISBN 978-4-08-846243-1 | 2009年2月3日   | ISBN 978-986-10-2210-9 |
| 5    | 2008年4月25日  | ISBN 978-4-08-846286-8 | 2009年4月30日  | ISBN 978-986-10-2211-6 |
| 6    | 2008年8月25日  | ISBN 978-4-08-846323-0 | 2009年7月17日  | ISBN 978-986-10-2423-3 |
| 7    | 2008年11月25日 | ISBN 978-4-08-846354-4 | 2009年7月27日  | ISBN 978-986-10-2842-2 |
| 8    | 2009年2月25日  | ISBN 978-4-08-846384-1 | 2009年8月13日  | ISBN 978-986-10-3359-4 |
| 9    | 2009年6月25日  | ISBN 978-4-08-846418-3 | 2009年9月24日  | ISBN 978-986-10-3943-5 |
| 10   | 2009年10月23日 | ISBN 978-4-08-846455-8 | 2010年2月11日  | ISBN 978-986-10-4638-9 |
| 11   | 2010年2月25日  | ISBN 978-4-08-846494-7 | 2010年5月6日   | ISBN 978-986-10-5300-4 |
| 12   | 2010年5月25日  | ISBN 978-4-08-846525-8 | 2010年9月1日   | ISBN 978-986-10-5795-8 |
| 13   | 2010年9月24日  | ISBN 978-4-08-846565-4 | 2011年2月21日  | ISBN 978-986-10-6478-9 |
| 14   | 2010年12月3日  | ISBN 978-4-08-846604-0 | 2011年4月29日  | ISBN 978-986-10-7042-1 |
| 15   | 2011年3月25日  | ISBN 978-4-08-846629-3 | 2012年3月19日  | ISBN 978-986-10-7540-2 |
| 16   | 2011年4月20日  | ISBN 978-4-08-846639-2 | 2012年4月19日  | ISBN 978-986-10-7830-4 |
| 17   | 2011年9月23日  | ISBN 978-4-08-846697-2 | 2012年7月2日   | ISBN 978-986-10-8665-1 |
| 18   | 2012年1月25日  | ISBN 978-4-08-846735-1 | 2012年8月8日   | ISBN 978-986-10-9445-8 |
| 19   | 2012年5月25日  | ISBN 978-4-08-846774-0 | 2012年11月29日 | ISBN 978-986-317-311-3 |
| 20   | 2012年10月25日 | ISBN 978-4-08-846840-2 | 2013年6月17日  | ISBN 978-986-324-126-3 |
| 21   | 2013年1月25日  | ISBN 978-4-08-846876-1 | 2013年8月1日   | ISBN 978-986-324-881-1 |
| 22   | 2013年5月24日  | ISBN 978-4-08-845041-4 | 2014年1月21日  | ISBN 978-986-332-878-0 |
| 23   | 2013年9月25日  | ISBN 978-4-08-845094-0 | 2014年3月28日  | ISBN 978-986-337-369-8 |
| 24   | 2014年1月24日  | ISBN 978-4-08-845156-5 | 2014年10月6日  | ISBN 978-986-348-233-8 |
| 25   | 2014年2月25日  | ISBN 978-4-08-845166-4 | 2014年11月25日 | ISBN 978-986-348-490-5 |

## 廣播劇CD
主要配音員
- 田宮仁香 - 浅川悠
- 神山新 - 緑川光
- 田宮千鶴 - 織田芙実
- 田宮莉佳 - 足立友
- 田宮賢治 - 松岡大介
- 二之原 - 桑谷夏子
- 城崎麗香 - 小林優
- 佐藤 - 笹島薰
- 加藤 - 又吉愛
- 運送屋 - 高橋研二

## 電視劇

### 第一季

#### 演員表
- 田宮仁香 - 西內麻理耶
- 神山新 - 桐山漣
- 二之原 - 坂田梨香子
- 廣田正宗 - 陳內將（D2）
- 城崎麗香 - 波瑠
- 木崎明花 - 篠原愛實
- 佐藤 - 谷內里早
- 加藤 - 小西悠加
- 樹本大 - 隈部洋平
- 川村梓 - 橋本若花
- 左近 - 寺川里奈
- 右近 - 木下光
- 田宮千鶴 - 星野園美
- 田宮理香 - 池澤彩野花
- 染谷慶次 - 秋山真太郎
- 旁白 - 水樹奈奈

##### 客串演出
- 直井 - 鈴木勝吾（第2、5集）
- 被害者 - 安倍花映（第5集）
- 新的母親 - 古川理科（第6集）

#### 音樂
- 主題曲：水樹奈奈「Love Brick」（作詞 - meg rock、水樹奈奈、SAYURI / 作曲・編曲 - 齋藤真也）

#### 製作人員
- 原作 - 逢田夏波（あいだ夏波）（集英社刊『瑪格麗特』）
- 劇本 - 宇山佳佑
- 音楽 - MAYUKO、末廣健一郎
- 制作 - 東康之
- 製作人 - 長澤佳也（アルプロダクツ）
- 導演 - 葉山浩樹（フジテレビ）、小林和紘（フジクリエイティブコーポレーション）
- 製作公司 - 富士電視台

#### 每集標題
| 集數  | 播出日期       | 日文標題 | 中文標題               |
| ----- | -------------- | -------- | ---------------------- |
| 第1集 | 2011年12月24日 |          | 變身女孩登場!!         |
| 第2集 | 2012年1月7日   |          | 與女高中生聯誼無緣!!   |
| 第3集 | 2012年1月14日  |          | 男友房間初體驗!!       |
| 第4集 | 2012年1月21日  |          | 胸罩照片曝光!!         |
| 第5集 | 2012年1月28日  |          | 不要和別的女人愛愛!!   |
| 第6集 | 2012年2月4日   |          | 衝撃的秋葉原系體驗!!   |
| 第7集 | 2012年2月11日  |          | 不行！老師・・・不要!! |
| 第8集 | 2012年2月18日  |          | 完結篇・・・墜入情網   |

### 第二季

#### 演員表
- 田宮仁香 - 西內麻理耶
- 神山新 - 桐山漣
- 二之原 - 坂田梨香子
- 廣田正宗 - 陳內將（D2）
- 城崎麗香 - 岡本杏理
- 佐藤 - 谷內里早
- 加藤 - 小西悠加
- 樹本大 - 隈部洋平
- 川村梓 - 橋本若花
- 田宮千鶴 - 星野園美
- 田宮理香- 池澤彩野花
- 染谷慶次 - 秋山真太郎
- 旁白 - 水樹奈奈

##### 客串演出
- 逢田（Love Hotel的管理員 / 仁香與新打工的速食店店長） - 野添義弘（第2、3集）
- 仁藤（仁香與新打工的速食店經理） – 中別府葵（第2、3集）
- 山田 – 秋月三佳（第2、3集）
- 木崎明花 - 篠原愛實（第4、5集）
- 真木村禪 – 鍵本輝（第4、5集）
- 御堂露娜 – 志保（第4、5集）
- 未來彌（第4、5集）
- 黑澤 – 三浦力（第6～8集）
- 湊 – 佐野和真（第6～8集）

#### 音樂
- 主題曲：水樹奈奈「Happy☆Go-Round!」（作詞 - Rico / 作曲・編曲 - 齋藤真也）

#### 製作人員
- 原作 - 逢田夏波（あいだ夏波）（集英社刊『瑪格麗特』）
- 劇本 - 大浦光太
- 音樂 - MAYUKO、末廣健一郎
- 制作 - 東康之
- 製作人 - 阿部良太
- 導演 - 小林和紘（フジクリエイティブコーポレーション）
- 製作公司 - 富士電視台

#### 每集標題
| 集數  | 播出日期       | 日文標題 | 中文標題                         |
| ----- | -------------- | -------- | -------------------------------- |
| 第1集 | 2012年12月7日  |          | 衝擊！女子的生態～變身女孩回來了 |
| 第2集 | 2012年12月14日 |          | 強敵！邪惡變身女孩登場           |
| 第3集 | 2012年12月21日 |          | 終極！帥哥與美少女作戰           |
| 第4集 | 2012年12月28日 |          | 恐怖！黑色集團～澀谷篇・前篇     |
| 第5集 | 2013年1月4日   |          | 危機！少女監禁～澀谷篇・後篇     |
| 第6集 | 2013年1月11日  |          | 爆笑！夢幻的情侶溫泉旅行         |
| 第7集 | 2013年1月18日  |          | 神魂顛倒！混浴溫泉的陷阱         |
| 第8集 | 2013年1月25日  |          | 號啕大哭！無法承受的愛情         |

## 作品的變遷
| 緯來日本台 週一至週五 19:00至19:30       | 緯來日本台 週一至週五 19:00至19:30      | 緯來日本台 週一至週五 19:00至19:30 |
| ---------------------------------------- | --------------------------------------- | ---------------------------------- |
|                                          | 變身指令 （2012.8.9 - 2012.8.20）       |                                    |
| 歡迎光臨櫻蘭高校 （2012.7.4 - 2012.8.8） | VOICE法醫現場 （2012.8.22 - 2012.8.28） |                                    |

| 緯來日本台 週一至週五 20:30至21:00（1月28日起提前10分鐘播出）    | 緯來日本台 週一至週五 20:30至21:00（1月28日起提前10分鐘播出）         | 緯來日本台 週一至週五 20:30至21:00（1月28日起提前10分鐘播出） |
| ---------------------------------------------------------------- | --------------------------------------------------------------------- | ------------------------------------------------------------- |
|                                                                  | 變身指令 （2013.1.18 - 2013.1.28） 變身指令2 （2013.1.29 - 2013.2.7） |                                                               |
| 緋色碎片 （1月21日起調整為20:00-20:30，1月28日起提前10分鐘播出） | 綜藝時段                                                              |                                                               |

## 外部連結
- （日語）集英社ヴォイスステーション‐VOMIC‐『變身指令』
- （日語）製作新聞（页面存档备份，存于）
- （日語）Switch Girl~變身指令~官方網站
- （日語）Switch Girl~變身指令~2官方網站
- （繁體中文）緯來日本台 變身指令（页面存档备份，存于）
- （繁體中文）緯來日本台 變身指令2（页面存档备份，存于）